# Gorno Trogertsi
Gorno Trogertsi ou Gorno Trogerci (en macédonien Горно Трогерци) est un village de l'est de la Macédoine du Nord, situé dans la municipalité de Karbintsi. Le village comptait 1 habitant en 2002.

## Démographie
Lors du recensement de 2002, le village comptait :
- Macédoniens : 1